# Flavio Pace

Wappen von Flavio Pace

Flavio Pace (* 29. Juli 1977 in Monza) ist ein italienischer römisch-katholischer Geistlicher und Kurienerzbischof.

## Leben
Flavio Pace besuchte das Liceo Bartolomeo Zucchi in Monza. Ab 1996 studierte er Philosophie und Katholische Theologie am erzbischöflichen Priesterseminar in Venegono Inferiore. Der Erzbischof von Mailand, Carlo Maria Kardinal Martini SJ, weihte ihn am 29. September 2001 in der Kirche des erzbischöflichen Priesterseminars in Venegono Inferiore zum Diakon und spendete ihm am 8. Juni 2002 im Dom zu Mailand das Sakrament der Priesterweihe für das Erzbistum Mailand.
Nach der Priesterweihe wirkte Pace zunächst als Pfarrvikar und als Jugendseelsorger in Abbiategrasso sowie als Religionslehrer an der dortigen staatlichen Schule und als Kaplan in einem Hospiz. Daneben erwarb er 2010 am Päpstlichen Institut für Arabische und Islamische Studien in Rom einen Abschluss im Fach Islamwissenschaft. Danach war er im Erzbistum Mailand zusätzlich für den christlich-islamischen Dialog zuständig. Ab 2011 war Pace an der Kongregation für die orientalischen Kirchen tätig. Daneben fungierte er ab 2011 als Kaplan am Istituto Teresa Grillo Michel der Armen Dienerinnen der göttlichen Vorsehung und ab 2020 zudem als Rektor der Kirche San Biagio della Pagnotta in Rom. Papst Franziskus berief ihn am 3. Februar 2020 zum Untersekretär der Kongregation für die orientalischen Kirchen.
Am 23. Februar 2024 ernannte ihn Papst Franziskus zum Titularerzbischof von Dolia und zum Sekretär des Dikasteriums zur Förderung der Einheit der Christen. Der Erzbischof von Mailand, Mario Delpini, spendete ihm am 4. Mai desselben Jahres im Dom zu Mailand die Bischofsweihe; Mitkonsekratoren waren der emeritierte Präfekt des Dikasteriums für die orientalischen Kirchen, Leonardo Kardinal Sandri, und der Präfekt des Dikasteriums zur Förderung der Einheit der Christen, Kurt Kardinal Koch. Pace wählte den Wahlspruch Fove precantes Trinitas („Nähre die Betenden, Dreifaltigkeit“).